# 伊犁清代卡伦遗址
伊犁清代卡伦遗址是分布在伊犁哈萨克自治州察布查尔锡伯自治县，霍城县的清代戍边遗址。「卡伦」（ᡴᠠᡵᡠᠨ karun）为满、锡伯语的译音，有“瞭望”、“守卫”、“哨所”之意。

## 新疆卡伦
新疆地区的卡伦分为南北两路，同时按照伊犁将军下辖的地方军政建置，其又可分为北路卡伦&南路卡伦和东路卡伦!北路卡伦包括塔尔巴哈台参赞大臣和伊犁将军所辖两部分，这些卡伦分布在额尔齐斯河西岸的辉迈拉虎卡伦以南，天山以北&巴里坤以西，特穆尔图淖尔以东的地区。南路卡伦分布在天山山脉以南的和阗河两岸，哈密以西的吐鲁番&喀喇沙尔&阿克苏&乌什，叶尔羌&英吉沙尔，喀什噶尔，和阗地区。东路卡伦由乌鲁木齐都统专辖。

## 卡伦的类型

### 常设卡伦
常设卡伦一般都设在地理位置比较重要的地方，故清朝在伊犁城四周重要通道要隘设立了27处常设卡伦。

### 移设卡伦
由于哈萨克地区有时冬季雪灾严重，因而清廷格外施恩，允许哈萨克牧民越界过冬，每牲只纳贡赋即可!此处的卡伦冬季向内迁移，到了夏季再向外展至应设之处，前次越境过冬的哈萨克牧民撤到夏季卡伦线外的原牧地。这种依据季节而迁移的卡伦称为移设卡伦。

### 添撤卡伦
添撤卡伦是某处需要时临时安设，事后即时撤掉的卡伦。

## 卡伦用途
清统一新疆之初，卡伦体系的结构相对简单，文献中除‘卡伦’外少有异名。随着治理日久，事务日繁，卡伦的任务日趋复杂，#内稽逃人，外控荒服，沿边定界，几察森严，举凡侦探敌情"缉拿逃人"查禁偷盗"圈禁重地"传递公文"巡守边境"护送外藩使节商旅等，都是卡伦的日常事务#为了更好地完成上述任务，多种名目的卡伦建立起来。

## 伊犁卡伦遗址
现保存在伊犁州境内的卡伦遗址共有 16 处。这些卡伦是根据《中俄伊犁条约》《中俄伊犁界约》设立的，由当时驻守伊犁地区的满、汉、锡伯军民驻守。其中现已勘察确定位于察布查尔县境内的有7处：洪纳海卡伦、吐库尔浑卡伦、多兰图卡伦、阿布散特尔卡伦、纳旦木卡伦、梧桐孜卡伦、头湖卡伦。霍城县境内的有河源卡伦、登元卡伦、察罕鄂博卡伦（又名黄骑马队卡伦）、英塔尔卡伦、尼堪卡伦、沙彦卡伦、富尔干卡伦（又称红山嘴卡伦）、契格尔干卡伦、哈尔索胡尔卡伦。

### 沙彦卡伦遗址
沙彦卡伦遗址位于霍城县霍尔果斯口岸以北5公里的国境公路西侧，北距红卡子边防站4.5公里，西距中、哈边境线500米。该卡伦为方形夯土建筑，现存墙垣，南北长35.3米，东西宽32.8米，墙高3.6米，顶宽2米，门朝南开。

### 梧桐孜卡伦遗址
梧桐孜卡伦遗址位于察布查尔县67团7连。该卡伦坐北朝南，正方形，土木建筑，边墙各长30米，高10米。四周有箭楼，院内有住房、粮库、马厩、储草棚等遗迹。

### 多兰图卡伦
多兰图卡伦遗址位于察布查尔县城兵团4师67团场1连，遗址南北长30米，东西宽30米，残高4米，厚2米，顶部厚1米，建筑面积600平方米，为土木结构建筑。四周有观察哨，院内有住房、粮库、马厩和储草棚等。由于年久失修，自然破坏等原因，卡伦内建筑都已不存，现仅存四面残墙。